# Grindelhochhäuser

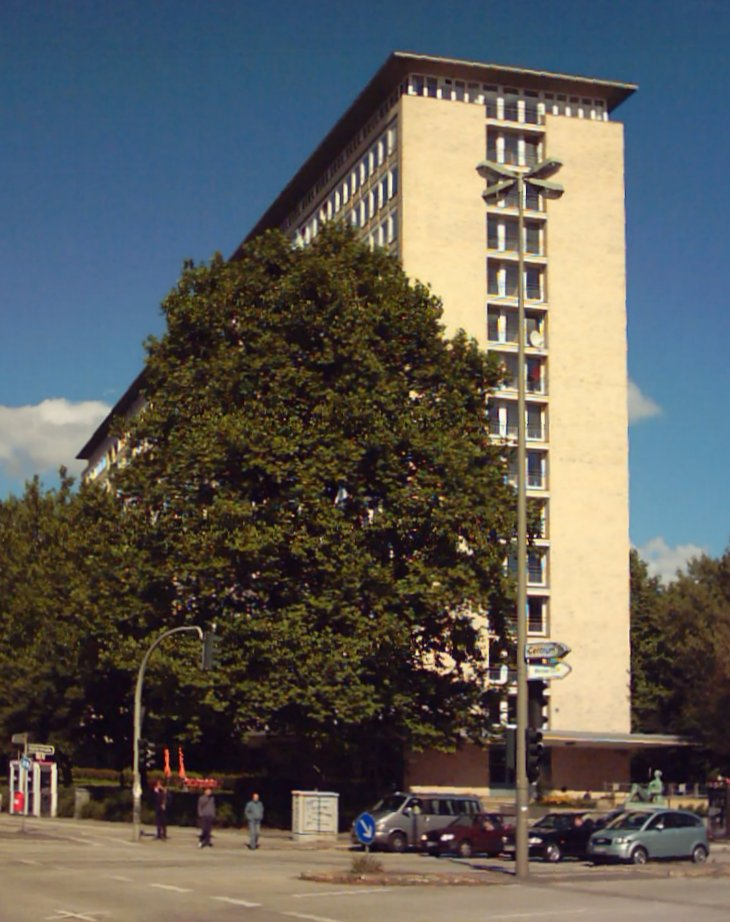
Grindelhochhäuser in Hamburg

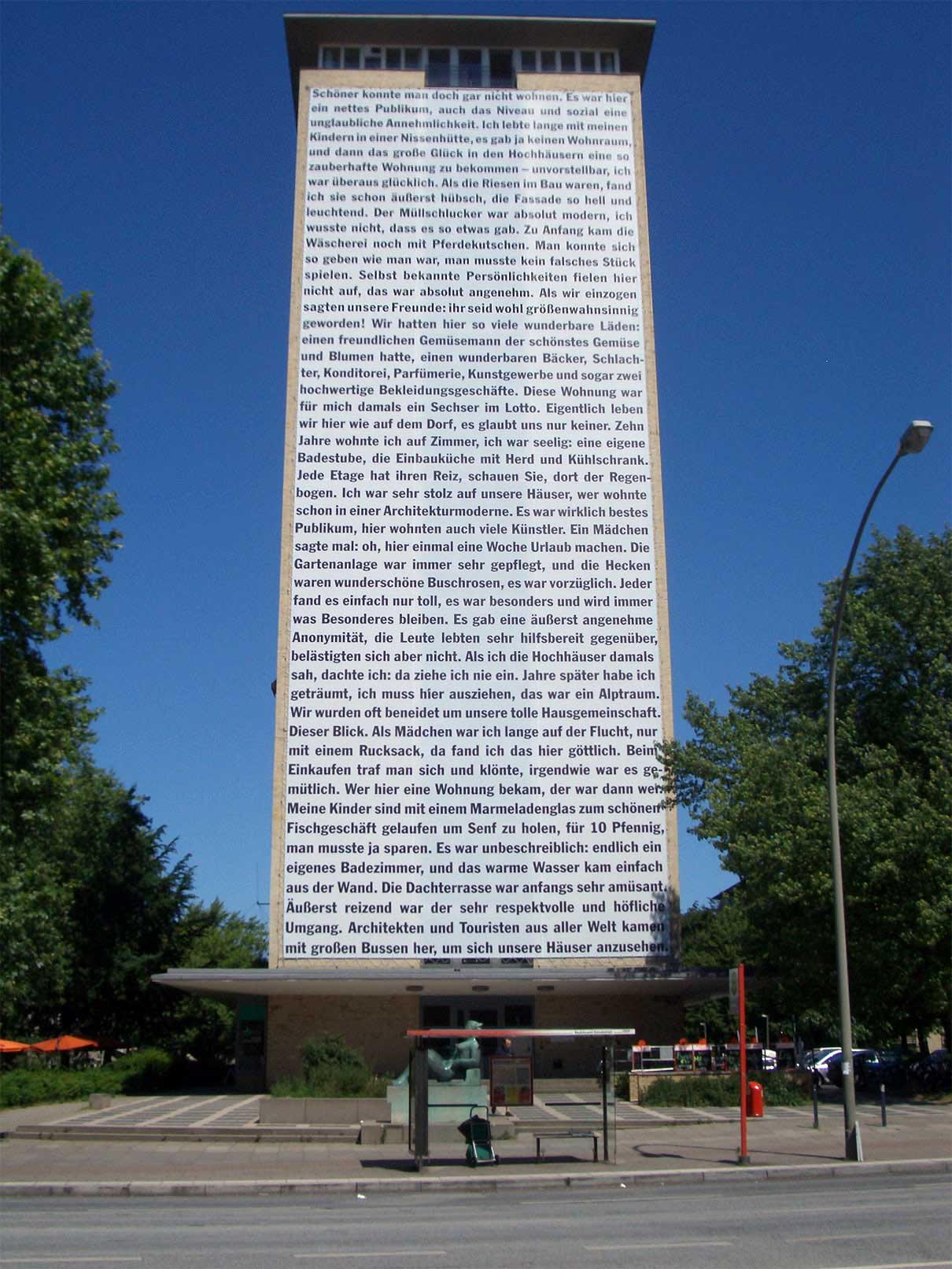
Fassadeninstallation am Haus „Hallerstraße 1“ anlässlich des 50-jährigen Jubiläums der Hochhäuser im Sommer 2007 (Künstlerin: Sigrid Sandmann)

Fassade des Bezirksamtes Eimsbüttel

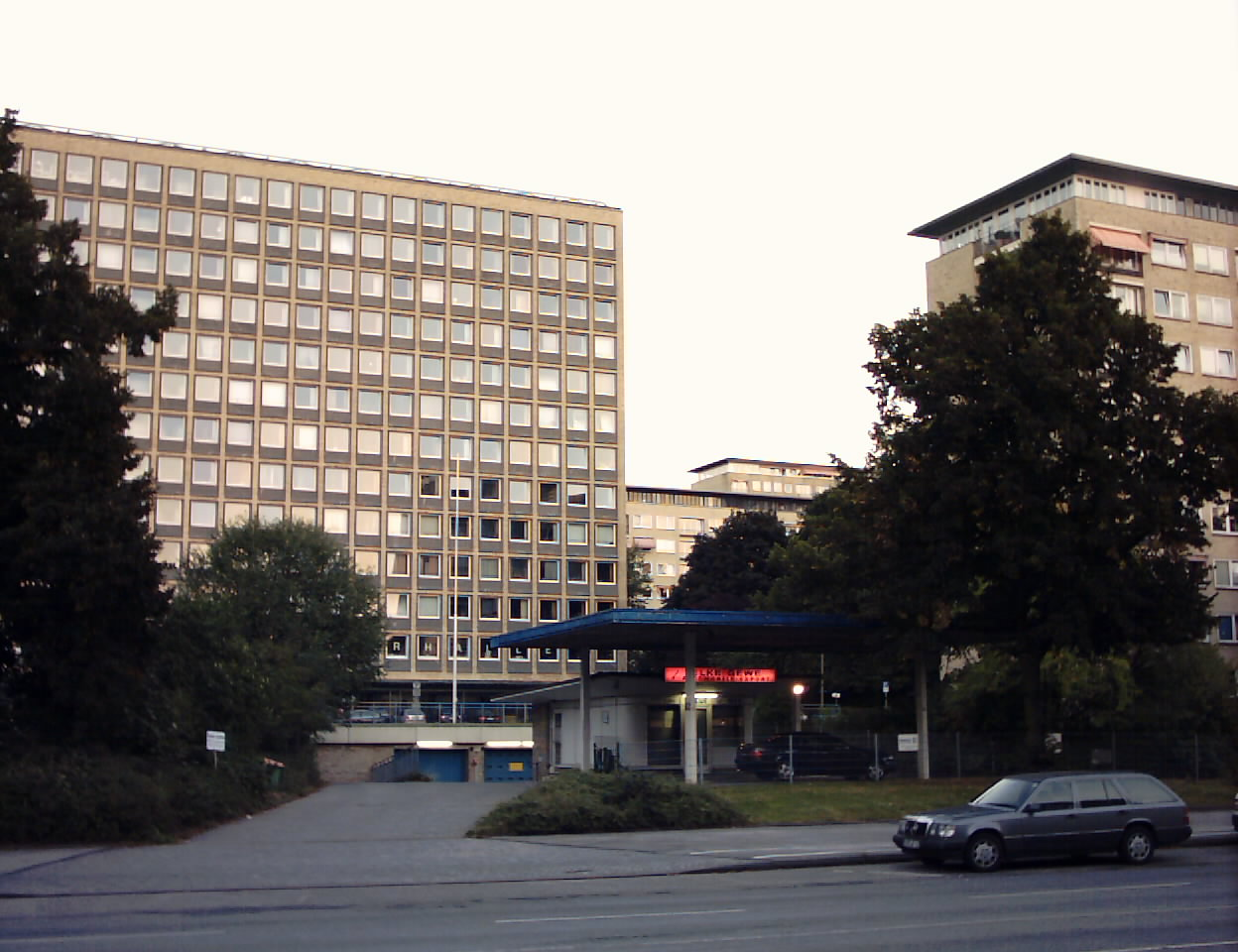
Ansicht Grindelberg mit ehemaliger Tankstelle und Tiefgaragenzufahrt (Foto: 2005)

Die Grindelhochhäuser sind ein denkmalgeschütztes Ensemble von zwölf Hochhäusern, die nach dem Zweiten Weltkrieg im Hamburger Bezirk Eimsbüttel gebaut wurden. Die Häuser wurden in den Jahren 1946 bis 1956 auf dem Gebiet des durch den Krieg zerstörten jüdischen Grindel-Viertels im Stadtteil Hamburg-Harvestehude zwischen den Straßenzügen Grindelberg, Hallerstraße, Brahmsallee und Oberstraße errichtet. Sie sind die ersten Wohnhochhäuser in Deutschland nach 1945.

## Geschichte

### Hamburg project
Seit September 1945 wurde unter dem Namen „Hamburg project“ das Hauptquartier der britischen Besatzungstruppen in Hamburg geplant. Hamburg bot sich durch seine Lage als Hauptstadt der Britischen Zone an. Die zu diesem Zeitpunkt von den Briten noch präferierte „Herford-Lösung“, die eine Aufteilung der britischen Verwaltung auf die Städte Bad Oeynhausen, Minden, Herford, Bad Salzuflen und Bielefeld vorsah, wurde erst im Januar 1946 aufgegeben. Zuvor hatten sich schon im Dezember 1945 britische Offiziere in Hamburg versammelt, um eine mögliche Unterbringung des Hauptquartiers in Hamburg zu planen, ein erster Plan wurde am 20. Dezember 1945 vorgelegt. Er sah ein Gebiet in der Nähe des Hauptbahnhofes für die Verwaltung und den Stadtteil Blankenese als Wohnquartier vor. Voraussetzung dafür wäre jedoch gewesen, zunächst etwa 50.000 Hamburger Einwohner umzusiedeln – weshalb die Hamburger Militärregierung den Plan von vornherein ablehnte. Ein zweiter Plan vom Februar 1946 sah dann auch noch weitere Quartiere neben Blankenese vor, in denen Rheinarmee und Britische Kontrollkommission getrennt untergebracht werden sollten. Für das Personal der Kontrollkommission wurden zwei mögliche Quartiere in Betracht gezogen „Plan I – West of the Aussen Alster“ und „Plan II – Stadtpark“, wobei zu Plan I angemerkt wurde, es handle sich hier geradezu um das „West End“ Hamburgs, das zudem zwischen Alster und Isebek-Kanal von zwei Seiten begrenzt und damit leichter zu schützen sei. Außerdem hielt man einen Großbau auf dem Gelände an der Außenalster auch für das Hamburg der Nach-Besatzungszeit für sinnvoller als am Stadtpark. Da wegen der umfangreichen Beschlagnahmen durch die Besatzungsmacht ein großer Unmut in der Hamburger Bevölkerung gegenüber weiteren Requirierungen bestand, wurde das „Hamburg project“ weitgehend geheim gehalten.

### Das Baugelände am Grindelberg
Im Gebiet westlich der Alster eignete sich nur das Grindelbergareal für eine völlige Neubebauung – bei den Bombenangriffen der Operation Gomorrha im Sommer 1943 hatte es in einer der beiden Hauptanflugsrichtungen – der nordwestlichen Richtung Barmbek – gelegen und war fast völlig zerstört worden. Stadtgeschichtlich handelte es sich um ein relativ junges Wohngebiet: Erst zwischen 1880 und 1910 war das Grindelberggebiet, das vorher eine Zwischenlage zwischen alten gewachsenen Stadtteilen eingenommen hatte, planmäßig auf einem rasterförmigen Grundriss mit vergleichsweise großzügigen Ein- und Mehrfamilienhäusern bebaut worden. Zu Beginn des Zweiten Weltkrieges umfasste das bürgerlich-mittelständische Wohngebiet 175 Häuser mit 1.079 Wohnungen, 70 Läden und 36 Werkstätten. Nach dem Bombardement waren davon 1945 noch 36 Häuser mit 108 Wohnungen erhalten geblieben. Rund um dieses Areal gab es auf der anderen Straßenseite des Grindelbergs und drumherum keine derart flächendeckende Zerstörung, was auf planmäßiges Vorgehen hindeuten könnte. Das Gelände befindet sich in unmittelbarer Nähe des Innocentiaparks und nicht weit entfernt vom NDR-Funkhaus an der Rothenbaumchaussee sowie den Konsulaten am Harvestehuder Weg, der durch das Alstervorland vom Westufer der Außenalster getrennt ist.
Das Gelände verfügte über eine strategisch sehr gute Anbindung zu verschiedenen wichtigen Zielen mit unterschiedlichen Verkehrsmitteln (Linienbenennung Stand 1959):
- U-Bahn-Haltestelle Hoheluftbrücke („Ringlinie“) zum Rathaus
- U-Bahn-Haltestelle Hallerstraße zum Jungfernstieg
- Straßenbahn-Linie 2 zum Bahnhof Hamburg Dammtor, Rathaus und weiter zum Hauptbahnhof
- Straßenbahn-Linie 8 zum Altonaer Rathaus und zur Haltestelle Hallerstraße, weiter zu den Konsulaten an der Alster und weiter zum Rathaus und Hauptbahnhof
- Straßenbahn-Linie 18 zum Rathaus (weitgehend parallel zur U-Bahn – heute Linie U1)
- weiterhin Buslinien, u. a. Linie 31 zum Flughafen
- großzügige Straßen Richtung Innenstadt, sowie Richtung Westen und Norden
- ca. 1,5 km zum Bahnhof Hamburg Dammtor

### Bauphase
Der erste Spatenstich erfolgte am 12. Juli 1946. Nachdem die westlichen Besatzungstruppen ihr Hauptquartier in Frankfurt errichtet hatten, wurde die Großbaustelle zunächst stillgelegt. Im März 1948 entschied der Senat der Stadt Hamburg, bzw. der ehemalige Bürgermeister von Altona Max Brauer und der aus Istanbul zurückgekehrte Oberbaudirektor Gustav Oelsner, auf den zwölf Fundamenten wie geplant Hochhäuser mit Wohnungen zu errichten. Es entstanden zwölf Hochhausscheiben, mit acht bis 15 Geschossen und insgesamt 2.122 Wohnungen für rund 5.400 Einwohner. An Stelle der ehemaligen Blockrandbebauung kehrte damit die Moderne, die im Dritten Reich verpönt war, in Form von Hochhausscheiben in reiner Zeilenbauweise nach Hamburg zurück, womit sie an die futuristischen Stadtkonzepte von Ludwig Hilberseimer für die City-Bebauung von Berlin aus dem Jahr 1929 anknüpft. Der avantgardistische Hochhausbau erfolgte in Stahlskelett-Bauweise; die gelben Klinker der Firma Gail in Gießen folgen dem Vorbild der skandinavischen Moderne.
Eines der Gebäude wurde zum Teil auf einem Grundstück gebaut, das nicht im Eigentum der Stadt stand. Der darauf folgende Rechtsstreit zwischen der Eigentümerin des überbauten Grundstücks und der Wohnungsbaugesellschaft mündete 1964 im so genannten Grindelhochhaus-Urteil. Darin traf der Bundesgerichtshof eine bis heute wegweisende Entscheidung zu Fragen des Sachen- und des Bereicherungsrechts.
Die drei 15-geschossigen Häuser zum Grindelberg hin waren ganz oder z. T. für Nicht-Wohnzwecke vorgesehen. Von Norden mit ihrer ursprünglichen Verwendung:
- Postsparkassenamt (später unterschiedlichste Nutzer) und Ein-Zimmer-Wohnungen für die Telefonistinnen („Fräulein vom Amt“) der Deutschen Bundespost, die in der nahe gelegenen Schlüterstraße im Fernmeldeamt 1/Postamt Hamburg 13 tätig waren, Oberstraße 14
- das Bezirksamt Eimsbüttel mit Leihbücherei, Grindelberg 62–66
- Sitz der Hermes Kredit-Versicherung (heute firmiert unter Euler Hermes SA) (später Behördenbüros), Hallerstraße 1.[4]

Durch die Bebauung des Areals nach dem Krieg mit einer geringeren Anzahl von Häusern beginnt die Zählung der Hausnummern bei 56 und ist nicht durchgängig vergeben. Sie endet bei Nummer 70 und bietet damit nahtlosen Übergang zu den Hausnummern der stadtauswärts erhaltenen Bebauung und einer ungefähren Adäquanz zu den Häusern auf der gegenüberliegenden Straßenseite. Analoges gilt für die Nummerierung an der östlich begrenzenden Brahmsallee.
Der ehemalige Straßenverlauf der Klosterallee, die vor dem Bombardement im Zweiten Weltkrieg den Lehmweg (im Norden) und die Hallerstraße (im Süden) verband, lässt sich durch die parallel angeordneten Grünanlagen innerhalb der Straßenkehren an der Oberstraße und Hallerstraße zwischen den Hochhäusern bis heute erahnen.

### Renovierungsphase
1995 bis 2006 wurde ein Teil der Grindelhochhäuser aufwendig renoviert. In das Renovierungsprogramm hat die städtische SAGA, Eigentümerin von zehn der Häuser mit insgesamt 1.200 Wohnungen, circa 75 Millionen Euro investiert. In den Grindelhochhäusern der SAGA lebten im Juli 2006 etwa 3.000 Menschen.

### Verfall von Teilen der Wohnungen
Das Haus mit der Adresse Oberstraße 14 stand jahrzehntelang im Eigentum eines privaten Geschäftsmanns. Er ließ die Wohnungen leer und Geschäftsräume immer mehr verfallen und renovierte sie nicht. Seit Beginn des 21. Jahrhunderts stand das Gebäude leer. Wegen seines schlechten Zustands und wegen Ungezieferbefalls wurde dieses Gebäude in der Hamburger Lokalpresse als „Horrorhochhaus“ bezeichnet. 2012 übernahm ein Luxemburger Investor das Gebäude für 30 Millionen Euro und renovierte es. Seit 2016 ist das Gebäude wieder bewohnt. Im Mittelteil befinden sich Büros, u. a. der „Elbkinder“ (Träger der Hamburger staatlichen Kindertagesheime); hinzu kommt Gastronomie. Ende 2016 wurde es für 64 Millionen Euro an die ebenfalls in Luxemburg ansässige Corestate Holding verkauft.

## Architektur

Blick von der Isestraße entlang der Klosterallee in Richtung Oberstraße im Frühjahr mit laublosen Bäumen. Im Sommer sind die Grindelhochhäuser aus dieser Perspektive fast komplett verdeckt.

Grindelhochhäuser vom U-Bahn-Viadukt, Ausfahrt aus Haltestelle Hoheluftbrücke, Blick auf die Kreuzung Grindelberg/Oberstraße bzw. Schlankreye

Die Architektur nimmt auf die Hochhausvisionen der 1920er Jahre von Architekten wie Le Corbusier Bezug. Alle Häuser stehen in Nord-Süd-Richtung in fünf Reihen versetzt mit großem Abstand. Vier der Häuser wurden in der ursprünglich geplanten Stahlskelettbauweise ausgeführt, die übrigen als Stahlbetonbauten. Die Fassaden wurden bewusst einheitlich hell verkleidet, aber jedes Haus bekam seine eigene „Haut“ mit unterschiedlichen Fensterrhythmen und -formen, Loggien, Kragdächern und der Ausbildung des obersten Geschosses. Insgesamt entsteht dadurch ein einheitlicher, geschlossener Eindruck des Ensembles, obwohl sich keine zwei Häuser gleichen. Im Sommerhalbjahr wird dieser Eindruck durch die einheitlichen orange-weißen Markisen verstärkt, die zu den gelblichen Verblendern hervorragend harmonieren und insgesamt eine recht fröhlich-sommerliche Ausstrahlung erzeugen.
Nach dem Bau sorgten die Grindelhochhäuser in der ganzen Bundesrepublik für Aufregung, wurden teils als seelenlose Wohnmaschine geschmäht, teils als Hamburger Manhattan bewundert und polarisieren bis heute. Der für damalige Verhältnisse sehr moderne und komfortable Wohnraum (Zentralheizung, fließend Kalt-und-Warmwasser, Fahrstuhl, lichtdurchflutete Wohnungen, Müllschlucker, eingebettet in einer Grünanlage) in der schwer zerstörten Stadt war jedoch bis in die 1970er Jahre hinein gerade bei jüngeren Hamburgern überaus begehrt.
Obwohl sechs der Häuser 14 Etagen hoch gebaut sind, sind sie nur aus wenigen Blickrichtungen dominierend.

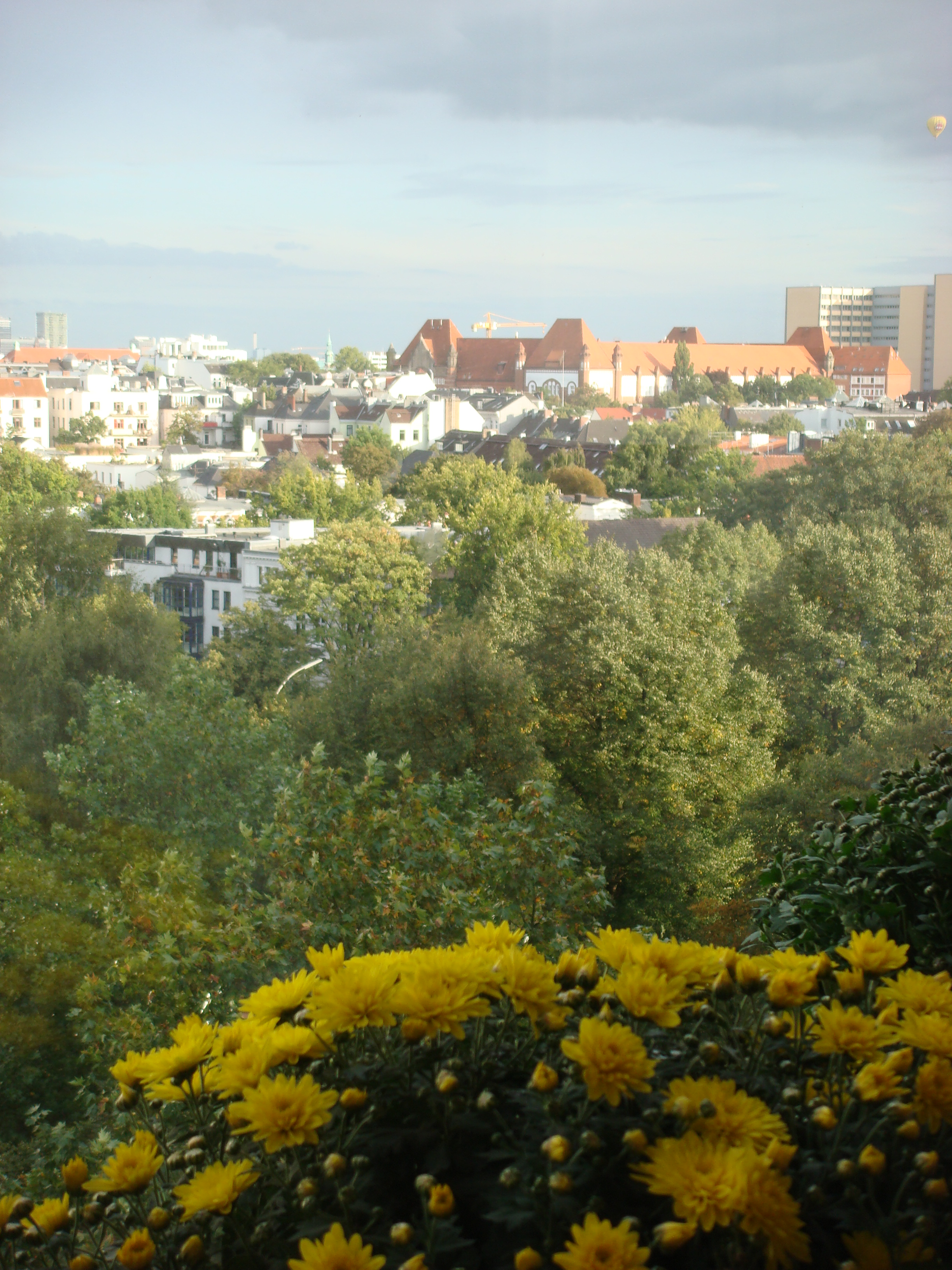
Günstig gelegene Wohnungen blicken auf ein recht grünes Umfeld (Blick Richtung Südosten Richtung Kreuzung Brahmsallee/Hallerstraße – am rechten Bildrand der „Philosophen-Turm“ der Uni Hamburg, links davon das große Gebäude des ehemaligen Postamtes 13 in der Schlüterstraße)

Die Architekten der „Gruppe der Grindelberg-Architekten“, Bernhard Hermkes, Bernhard Hopp, Carl Karpinski, Rudolf Lodders, Rudolf Jäger, Albrecht Sander, Ferdinand Streb, Fritz Trautwein und Hermann Zess hatten während des Nationalsozialismus entweder gar nicht als Architekten gearbeitet oder sich auf Industriebauten beschränkt und galten als politisch unbelastet. Die Architektur sollte sich auf Wunsch der englischen Auftraggeber deutlich von der Architektur des Nationalsozialismus abheben, als Symbol modern und urban geprägt sein.

## Nutzung
In den Erdgeschossen befanden sich Läden – Schuhgeschäft, Damenoberbekleidung, Buchhandlung, Haushalts- und Eisenwaren, Schlachterei, „Grünhöker“ (Obst- und Gemüseladen), Kaffee- und Confiseriegeschäft –, ein Café sowie ein Restaurant und die Praxis eines Allgemeinmediziners. Dazu gab es ein Ladengeschäft mit einer großen Auswahl an Stoffen und Nähzubehör, das als einziges bis heute existiert. Ursprünglich gehörten auch eine Zentralwäscherei und eine Tankstelle, Tiefgarage und mehrere Kinderspielplätze zum Konzept der autarken „Wohnmaschine“, so dass man das Areal nicht einmal verlassen musste, um Dinge für das tägliche Leben zu beschaffen oder sich mit Nachbarn und Freunden zu treffen. Die Gebäude von Wäscherei und Tankstelle sind erhalten, werden aber nicht mehr als solche genutzt. Heute befinden sich nur noch einige (Privat-)Praxen sowie Büros in den Erdgeschossräumen. Ferner gibt es einige Restaurants. Zwei Tiefgaragen und zwei Kinderspielplätze gibt es ebenfalls bis heute. In der Mitte der zweiten Reihe befindet sich weiterhin das Bezirksamt Eimsbüttel („Rathaus“ des Hamburger Bezirks Eimsbüttel), das mit seinen alten Paternostern fast eine eigene Touristenattraktion darstellt. Die ursprünglich vorhandene Leihbücherei (in Hamburg: Hamburger Öffentliche Bücherhalle) wurde dagegen 2008 geschlossen.
Die Grindelhochhäuser werden von vier Straßenschleifen erschlossen, so dass kein störender Durchgangsverkehr zwischen den Häusern stattfindet. Damit wird das Konzept des Hochbaus zum Flächengewinn verwirklicht; die Geschossflächenzahl ist nicht wesentlich verschieden von klassischen Wohnarealen. Damit wurde ein ganz anderes Konzept verfolgt als bei den Hochhaussiedlungen der 1960er und 1970er Jahren, wo es darauf ankam, möglichst viel Wohnraum auf der eingesetzten Grundfläche zu schaffen.

## Parkanlage Grindelberg
Die zwölf Hochhäuser sind in einen Park eingebettet, der von der Stadt Hamburg als Parkanlage Grindelberg bezeichnet wird. Das Gelände zwischen den Hochhäusern ist ausschließlich der Parkanlage vorbehalten. Darin befinden sich zwei Kinderspielplätze. Als 1979 die Grindelhochhäuser unter Denkmalschutz gestellt wurden, umfasste dieser Schutz neben den zwölf Hochhäusern, der Wäscherei und der Tankstelle auch die umgebende Grünanlage. Der Park hat eine Fläche von 10 Hektar.
Fünf Bronzeplastiken der Bildhauer Barbara Haeger, Ursula Querner, Fritz Fleer, Karl August Ohrt und Hans Martin Ruwoldt prägen seit 1957 die Parkanlage. Diese Kunstwerke wurden im Rahmen des Programms „Kunst am Bau“ durch die SAGA Grindelhochhäuser angekauft. Fleer wohnte selbst in den Grindelhochhäusern (im Haus Hallerstr. 5a), ebenso wie andere Künstler, etwa die Maler Tom Hops (Hallerstr. 1d) und Arnold Fiedler (Grindelberg 60), die Regisseurin Christa Auch-Schwelk oder der Komponist und Intendant Rolf Liebermann, der Schriftsteller Ivar Lissner und die Schauspielerinnen Ruth Niehaus (Oberstraße 18c) und Christa Siems (Hallerstraße 5), der Schauspieler Mathias Wiemann die Schriftstellerin Ilse Gräfin von Bredow, der Tagesschau-Sprecher Karl Fleischer und der Künstler Hans-Joachim Frielinghaus wohnt in einem der Hochhäuser an der Brahmsallee. Gustaf Gründgens wohnte einige Zeit in einem der Hochhäuser.
Die Skulptur "Eselreiter" von Ursula Querner wird derzeit eingelagert. Der Grund sind Erweiterungsbauarbeiten an einer Pumpanlage des Fernwärmenetzes, das sich unter dem ehemaligen Standort des Denkmals befindet.

## Bedeutung
Im Jahr 1979 wurde die gesamte Anlage in die Denkmalliste eingetragen, so dass auch der Erhalt der großzügigen Grünflächen weiterhin gesichert ist.

## Kunstwerke
Die sechste, hier nicht abgebildete Plastik "Kleiner Stehender" von Fritz Fleer befindet sich in der Eingangshalle des Bezirksamtes Eimsbüttel.

Schwäne (Karl August Ohrt), 1956
Schreitende (Hans Martin Ruwoldt), 1956
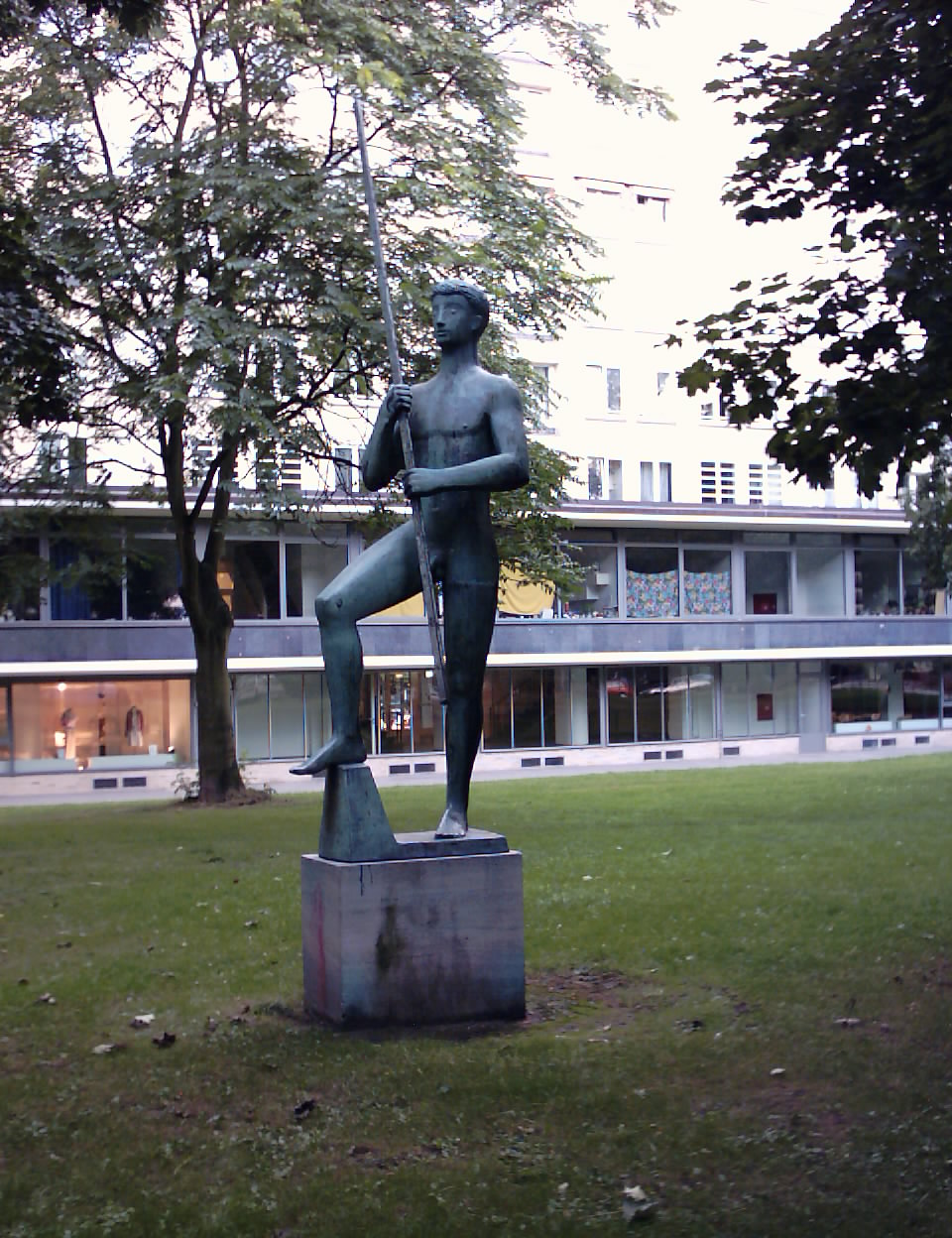
Großer Speerträger (Fritz Fleer), 1956
Eselreiter (Ursula Querner), 1956
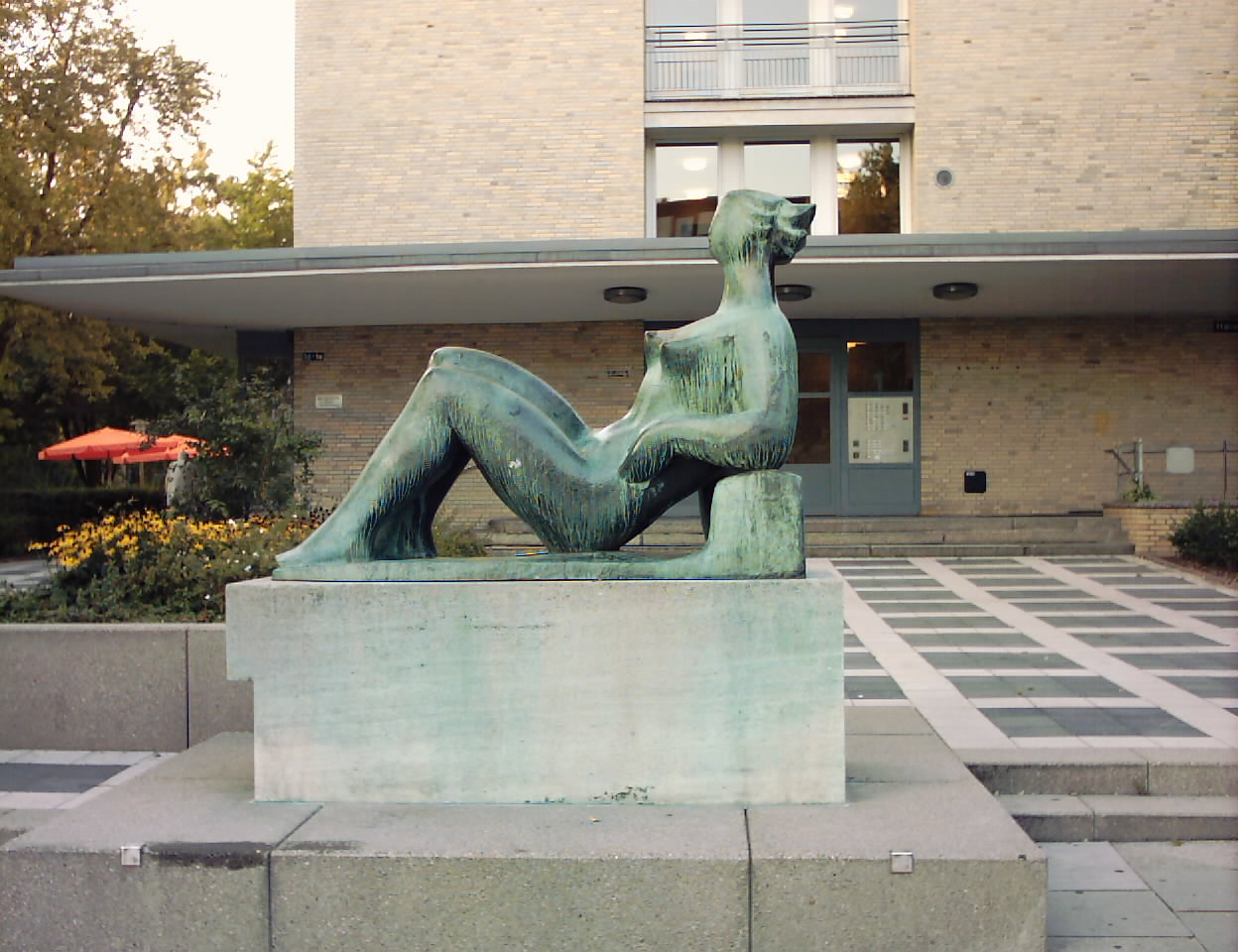
Große Liegende (Barbara Haeger), 1956